# Rose Gray
Rose Gray, MBE (* 28. Januar 1939 als Clemency Anne Rosemary Swann in Bedford; † 28. Februar 2010 in Marylebone) war eine britische Köchin und Kochbuch-Autorin. Gemeinsam mit Ruth Rogers gründete sie 1987 das River Café in London. Sie erhielt dafür 1998 einen Michelin-Stern. Dort begann auch die Karriere von Jamie Oliver. Daneben beeinflusste Rose Gray weitere prominente Köche wie Theo Randall und Hugh Fearnley-Whittingstall.

## Leben
Ihr Vater starb vor ihrer Geburt. Ihre Mutter, Elizabeth Anne Lawrence, war die Tochter von Sir William Lawrence, 3. Baronet. Rose studierte Kunst am Guildford College of Art. Ihre Karriere als Köchin begann 1985 im italienischen Restaurant Nell’s Club in Manhattan. 1961 (oder 1962) heiratete sie Michael Selby Gray, mit dem sie drei Kinder bekam. Einen weiteren Sohn, Dante MacIlwaine Gray, bekam sie 1973 mit ihrem Lebenspartner David Robin MacIlwaine, den sie 2004 heiratete. 2001 wurde Rose mit Brustkrebs diagnostiziert. Sie starb in ihrem Haus in Marylebone, London.